# Ernst Oppert

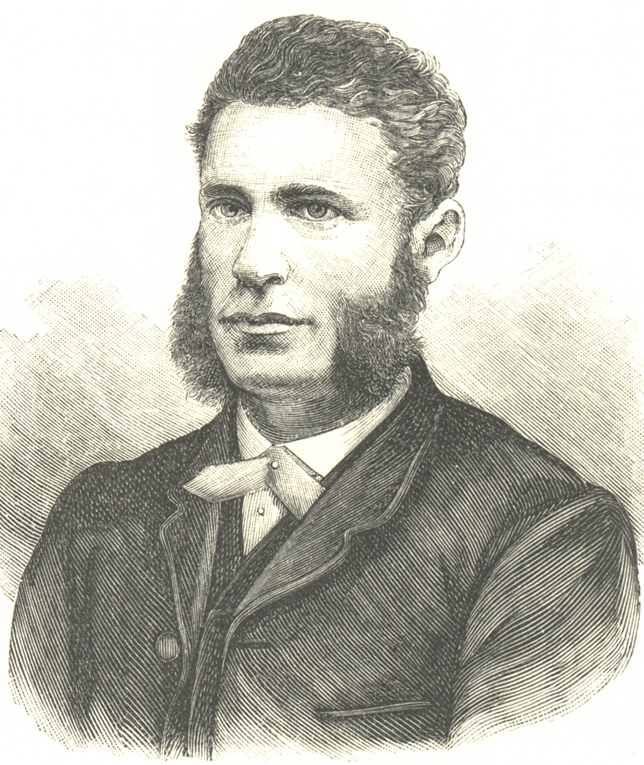
Ernst Oppert

Ernst Jakob Oppert (* 5. Dezember 1832 in Hamburg; † 19. September 1903 ebenda) war ein deutscher Geschäftsmann und Koreareisender.

## Leben und Wirken
Ernst Oppert stammte aus einer kinderreichen Familie, die bis zu Samuel Oppenheimer zurückverfolgt werden kann. Sein Vater Eduard, der 1821 erstmals im Hamburger Adressbuch als „Commissionar“ geführt wurde, stammte aus Potsdam und änderte den Familiennamen aus unbekannten Gründen. Ernst Oppert ging 1851 als Kaufmann nach Ostasien, wo er zuerst von Hongkong, dann von Schanghai aus operierte. Seine Unternehmungen waren allerdings nicht dauerhaft erfolgreich. So scheiterten 1859 seine Geschäftsversuche in Nagasaki (andere japanische Häfen waren bereits durch die 1854 von Kommodore Perry erzwungene Öffnung des Landes erreichbar).

### 1866: Verhandlungen mit Korea
Oppert interessierte sich auch für Korea: Während China unter der Qing-Dynastie und das Japanische Kaiserreich unter ausländischem Druck die Häfen für den internationalen Handel geöffnet hatten, hielt sich Korea unter der Joseon-Dynastie weiterhin abgeschottet. Oppert gelang es, den britischen Repräsentanten von Jardine, Matheson & Co, James Whittall, für seine Mission zu gewinnen: Mit dem Dampfer Rona sollte die Westküste Koreas für künftige Unternehmungen erkundet werden. Whittall setzte Oppert aber auch eine 5-Tages-Frist, um seine Unternehmung abzuschließen. Bei seiner Landung in Korea im März 1866 wurde Oppert von dortigen Beamten höflich auf die isolationistischen Bestimmungen des Landes hingewiesen. Der Kauf eines Hauses für eine Niederlassung wurde ihm ausdrücklich untersagt, und auch Opperts mit Waffen vorgetragene Drohungen irritierten den Gouverneur nicht.
Whittall war nun von der Unmöglichkeit des Handels mit Korea überzeugt, doch Oppert investierte in einen zweiten Versuch und rüstete das von ihm erworbene Schiff Emperor unter Kapitän James aus. Mit diesem drang er im August 1866 in koreanische Hoheitsgewässer ein und ankerte bei Ganghwado vor Hanyang (Seoul) und trat mit koreanischen Offiziellen in Verhandlungen. Diese wendeten Hinhaltetaktiken an, und als die Kohlevorräte der Emperor zu tief sanken, musste Oppert auch sein zweites Unternehmen aufgeben, ohne dass er von den ebenfalls mitgebrachten schweren Waffen Gebrauch machen konnte. Allerdings hatte Oppert auch heimlich Briefe auf Latein mit koreanischen Katholiken austauschen können und James fertigte Karten der Umgebung an, welche er nach der erzwungenen Umkehr den Erkundungsschiffen der Französischen Koreaexpedition zur Verfügung stellte. Diese fuhr nur einen Monat später im September 1866 mit drei Schiffen direkt nach Hanyang.

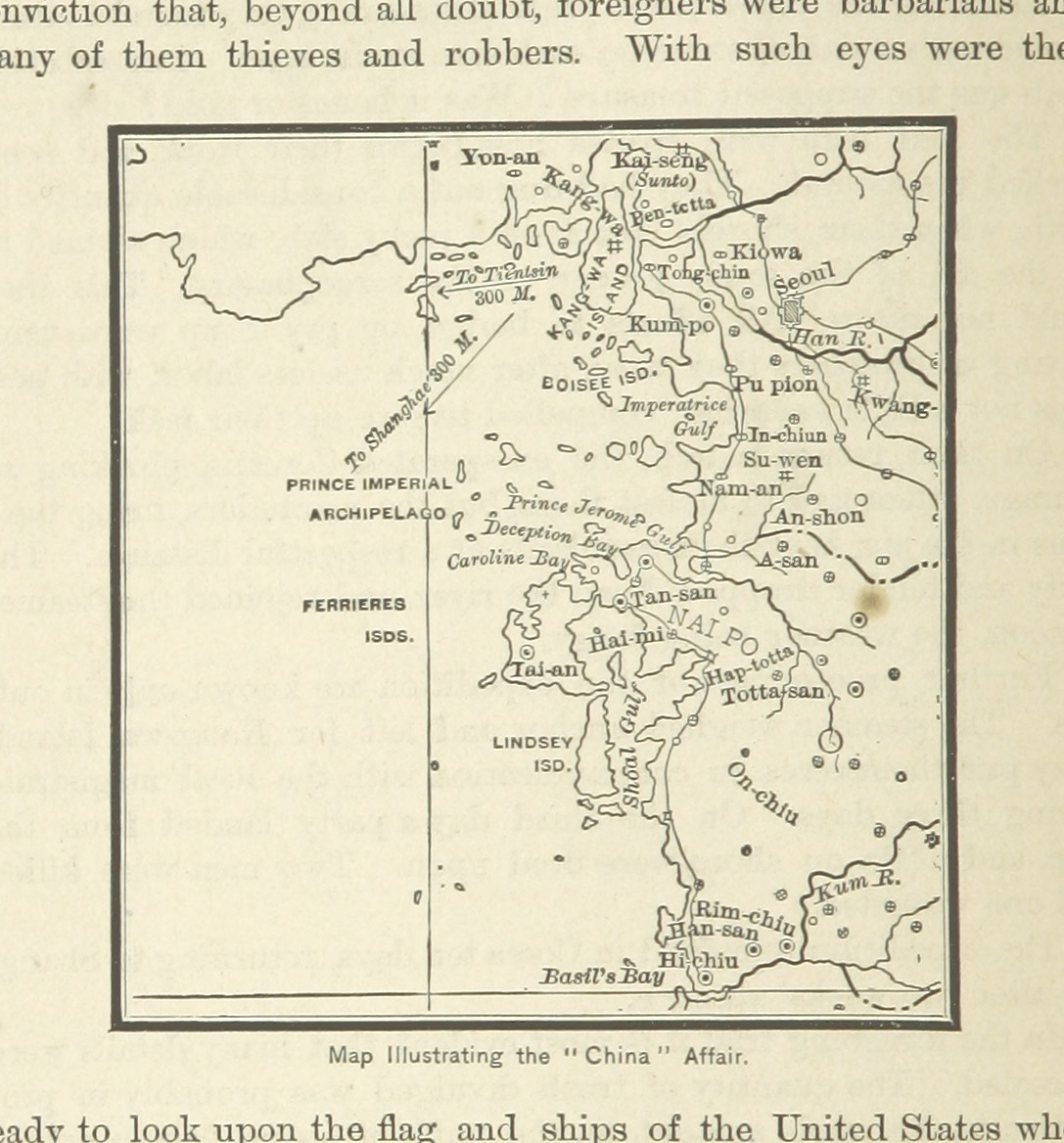
Englische Karte zu Opperts Unternehmen, die seinen Grabungsort bei Totta-san vermutet. Das unten gezeigte Grab befindet sich eher landeinwärts von Tan-san in dieser Karte.

### 1868: Raubzug in Korea
Zuletzt unternahm Oppert im Mai 1868 seine dritte Korea-Expedition, diesmal finanziert von einem amerikanischen Geschäftspartner namens E. F. B. Jenkins. Oppert stellte eine ca. 130-köpfige Crew von 100 Chinesen, 20 Filippinos, aber auch acht Europäern zusammen, und setzte mit den zwei Schiffen China (680-tonniger-Dampfer) und Greta (60-tonniger Tender) unter der Flagge des Norddeutschen Bundes mit Umweg über Japan nach Korea über. Seine Anwesenheit fiel dort sofort auf. Am 8. Mai erreichte die Truppe Korea und „erwarb“ am Folgetag zwei kleinere Boote von Fischern. In der Nacht auf den 10. Mai 1868 ankerte Oppert vor der Küste von Chungcheong-do und brachte seine Gesellen zu einer küstennah gelegenen Grabanlage, deren Lage einem der Männer bekannt war. Dort begannen Oppert und seine Helfer unverzüglich mit Ausgrabungen. Ganze Menschenscharen sollen Zeuge von Opperts Grabungsarbeiten an der ansonsten ungesicherten Grabstätte gewesen sein; laut Berichten Opperts als hilfreiche oder zumindest freundliche Zuschauer; nach koreanischen Berichten wurden die gut bewaffneten Eindringlinge allerdings mit Dreck und Steinen beworfen. Opperts Grabung drang bis zu der massiven Steinabdeckung des Grabs vor, besaß aber nicht die Ausrüstung, um sie abzuheben.

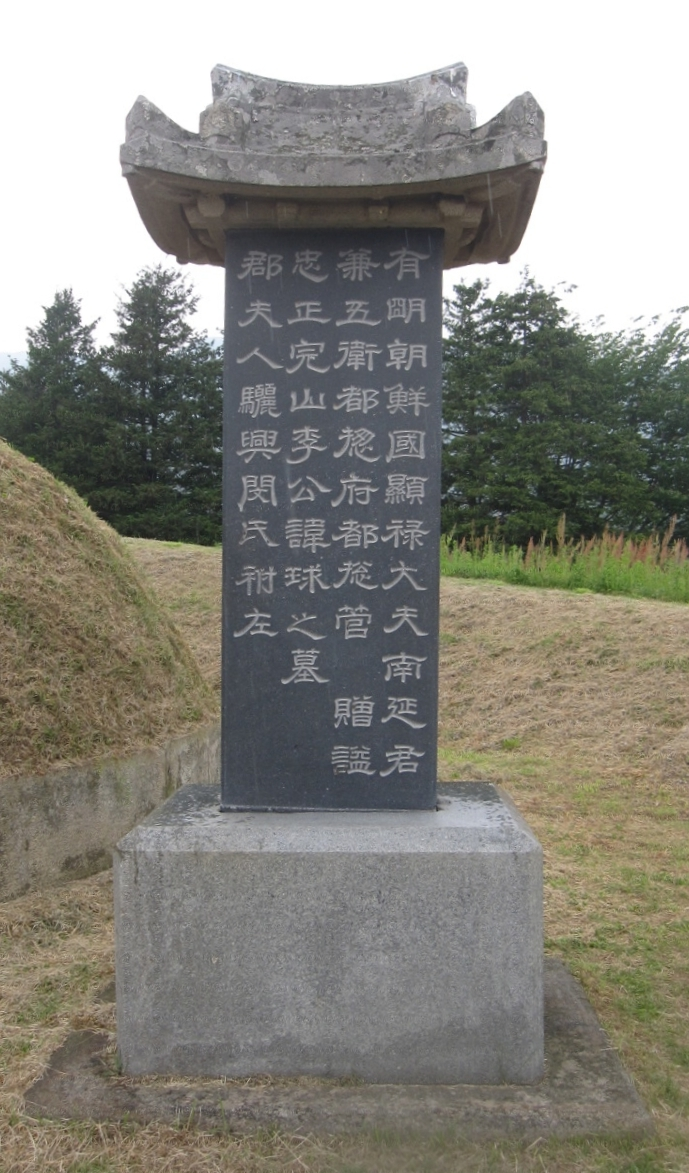
Stele am Grab des Namyeongun, dem Ziel Opperts

Angesichts dieses Misserfolgs mussten die Raubgräber ihr Abenteuer abbrechen; in anderen Überlieferungen wurden sie auch durch das Eintreffen eines koreanischen Beamten mit einem Trupp Soldaten an weiteren Grabungen gehindert. Ein koreanischer Bericht bezichtigte Oppert, dass seine Mannen im Rahmen ihrer Expedition ein Verwaltungsgebäude überfallen hätten, und dort Waffen und weitere Gegenstände erbeutet hätten. Oppert soll zudem selbst vorgegeben haben, er und die anderen Europäer seiner Expedition seien Russen, um so Schuld auf eine im Land bereits verhasste andere Ausländergruppe abzuwälzen. Fast allen Raubgräbern gelang die Flucht zurück zu ihren Schiffen, mit denen sie nun nach Incheon segelten und von dort aus dem koreanischen Machthaber ein haltloses Ultimatum übermittelten: Er solle Korea für Ausländer öffnen, sonst würde in wenigen Monaten große Gefahr für sein Land drohen. Prinzregent Heungseon Daewongun zeigte sich weder beeindruckt noch so abergläubisch wie gedacht. Oppert unternahm noch einen weiteren Landungsversuch, wurde aber von Soldaten, die ihn nun erwarteten, zurückgeschlagen. Die Köpfe von zwei dabei getöteten Expeditionsteilnehmern wurden öffentlich zur Schau gestellt und heizten den Widerwillen gegen ausländische Invasoren weiter an. Oppert musste daher erneut aufgeben und nach China zurückkehren.
Zu den Motiven von Opperts dritter Unternehmung gibt es unterschiedliche Angaben: Koreanische Königsgräber seien, so verbreiteten damalige Gerüchte, randvoll mit Schätzen und einfach zu plündern. Demnach sei Opperts Ziel schlicht der Raub von Antiquitäten aus den Gräbern gewesen. Oppert selbst gab in seinem später zu dem Vorfall publizierten Buch ein anderes Zeugnis zu Protokoll: Er habe in Schanghai den 1866 vor den Verfolgungen von Byeong-in aus Korea entkommenen Priester Stanislas Feron getroffen, und dieser habe ihn zu einem angeblich von den koreanischen Gemeindemitgliedern ausgearbeiteten Plan geraten, basierend auf der traditionellen Ahnenverehrung in Korea: Oppert müsse nur die sterblichen Überreste des Vaters von Daewongun in seinen Besitz bringen; der Regent könne dann mit diesem Pfand erpresst werden, sein Land politisch zu öffnen. Das Ziel des Grabraubs sei auch tatsächlich speziell die Grabanlage von Yi Chae-jung, Prinz Namyeon (1788–1836) gewesen; und Oppert habe seine Verbrechen aus Idealismus für Religions- und Handelsfreiheiten begangen.
In Schanghai wurden Oppert und Jenkins für die Expedition umgehend juristisch belangt; der Priester Feron wurde nach Frankreich abgeschoben. Die Auswirkungen auf die koreanische Politik waren das Gegenteil von Opperts Zielen: Ausländer hatten sich erneut als schändliche Barbaren gezeigt, was die Grundannahme für die Isolationspolitik bestätigte. Auch die Verfolgung von koreanischen Katholiken durch den Regent Daewongun wurde nach dem Vorfall wieder intensiviert: Christen drohten Todesstrafen.

### Weiteres Leben
Oppert wurde nach seiner Rückkehr nach Deutschland vor dem Hamburger Obergericht angeklagt und zu einer dreimonatigen Haftstrafe verurteilt. Der Hamburger Senat geriet aufgrund des Vorfalls in Streitigkeiten mit Otto von Bismarck.
Nachdem er die Haftstrafe abgesessen hatte, arbeitete Ernst Oppert als Fondsmakler in Hamburg, befasste sich jedoch weiterhin mit ostasiatischen Ländern.
Seine Brüder, in deren Schatten er zu Lebzeiten stand, waren die Orientalisten Gustav Salomon Oppert und Jules Oppert.

## Schriften
1879 publizierte Oppert in London ein Buch über seine Reisen nach Korea, das er anschließend selbst übersetzte. Der F. A. Brockhaus-Verlag verlegte das Werk 1880 mit dem Titel Ein verschlossenes Land. Reisen nach Corea. Nebst Darstellung der Geographie, Geschichte, Producte und Handelsverhältnisse des Landes, der Sprachen und Sitten seiner Bewohner (online – Internet Archive). Dabei stützte sich Oppert auch auf die ihm zur Verfügung gestellten Berichte der koreanischen Mission, die ihm Feron zur Verfügung gestellt hatte.
1891 übersetzte Oppert das Werk des Schotten James Sligo Jameson: Forschungen und Erlebnisse im „Dunkelsten Afrika“. Geschichte der Nachhut der Emin-Pascha-Entsatz-Expedition. Hamburg 1891, herausgegeben durch Ethel Durand Jameson. (online – Internet Archive).
1898 schrieb Oppert Ostasiatische Wanderungen und übersetzte das Buch Erinnerungen eines Japanesen von Joseph Heco.
Seine Werke zeigen Oppert als sprachlich sehr begabt und geben Beobachtungen exakt wieder.